# Art game
Jeu vidéo artistique

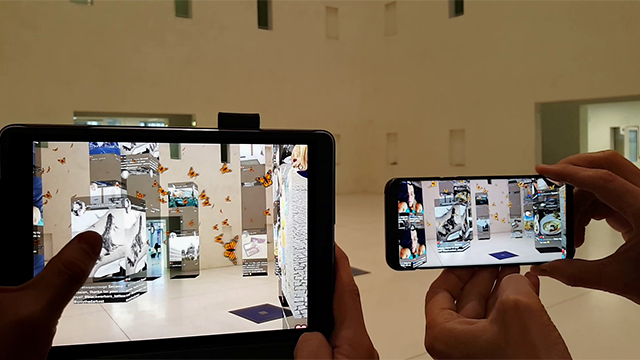
Exemple d'expérience ludique en réalité augmentée mêlant art et jeu

En art, le terme art game (parfois orthographié artgame) désigne la pratique des arts numériques consistant à détourner et s'approprier le jeu vidéo et ses technologies au sein d'œuvres interactives ainsi qu'un genre de jeu vidéo dont la vocation principale est d'être artistique voire d'être une œuvre d'art à part entière, interactive et numérique. Ces jeux vidéo indépendants artistiques sont parfois qualifié d'arthouse game,. Parmi les artistes notables de l'art game, peuvent être cités Cory Arcangel, Tatiana Vilela dos Santos et Antonin Fourneau.
Le professeur Tiffany Holmes de l'École de l'Art Institute of Chicago dans une conférence intitulée Arcade Classics Span Art? Current Trends in the Art Game Genre au Melbourne DAC en 2003 a proposé l'une des premières définitions du genre,.
Dans sa thèse de doctorat, la chercheuse Claire Siegel propose l'art game comme réponse émancipatrice face à la gamification. Elle oppose gamification et art game en ce que la première cherche à introduire des éléments ludiques dans divers aspects de la vie afin de les rendre plus engageants, notamment au sein d'une société marquée par le néo-libéralisme et son aliénation. En opposition, les art games ne cacheraient pas ce malaise mais l'exprimeraient à travers les différentes rhétoriques qu'ils déploient. Elle cite notamment Everyday the Same Dream du collectif italien Molleindustria comme exemple d'art game répondant à ces critères.